# Michele Rocchegiani
Michele Rocchegiani (Senigallia, 12 gennaio 1959) è un poliziotto, dirigente pubblico e prefetto italiano, dal 16 maggio 2016 al 21 luglio 2017 Direttore della Scuola di perfezionamento per le forze di polizia e dal 5 dicembre 2022 al 31 gennaio 2024 Prefetto di Fermo.

## Biografia
Nasce a Senigallia il 12 gennaio 1959. È laureato in giurisprudenza e in scienze della pubblica amministrazione.
Entra in Polizia di Stato nel 1986, collaborando da subito con Gianni De Gennaro, Antonio Manganelli ed Alessandro Pansa nella lotta alla mafia durante gli anni della Strage di Capaci e della Strage di via D'Amelio.
Durante la sua carriera fa parte di reparti quali la Squadra mobile di Roma, la Direzione Investigativa Antimafia, la Direzione centrale della polizia criminale e l'Ispettorato di Pubblica Sicurezza di Palazzo Chigi, per poi arrivare a comandare l'Ufficio Centrale Ispettivo della Polizia di Stato.
Inoltre dal 16 maggio 2016 al 21 luglio 2017 è stato Direttore della Scuola di perfezionamento per le forze di polizia.
Il 5 dicembre 2022 viene nominato dal governo Prefetto di Fermo ove rimarrà fino al 31 gennaio 2024.

## Pubblicazioni
Francesco Iannelli e Michele Rocchegiani, La direzione investigativa antimafia, Giuffrè, 1995, ISBN 9788814051951.